# Wiener klinische Wochenschrift
Die Wiener klinische Wochenschrift – The Central European Journal of Medicine wurde 1888 gegründet. Heute ist sie eine der traditionsreichsten medizinischen Fachzeitschriften.

## Themen
Als internationale medizinisch-wissenschaftliche Zeitschrift deckt sie das gesamte Spektrum der klinischen Medizin und medizinisch-gesellschaftliche Bereiche wie Ethik in der Medizin, Sozialmedizin und Geschichte der Medizin ab. Alle Arbeiten durchlaufen ein Begutachtungsverfahren. Neben Originalarbeiten werden Editorials und Leitartikel zu aktuellen Themen, Übersichten, Fallberichte und ein breites Spektrum von Sonderthemen publiziert. Experimentelle Arbeiten werden dann veröffentlicht, wenn sie einen direkten klinischen Bezug aufweisen. Die Autorenschaft ist international mit Schwerpunkt in Mitteleuropa. 2019 betrug der Impact Factor 1.323.

## Herausgeber
Die Zeitschrift ist offizielles Organ der Österreichischen Gesellschaft für Innere Medizin (ÖGIM), der Österreichischen Kardiologischen Gesellschaft (ÖKG) und der Österreichischen Gesellschaft für Pneumologie (ÖGP). Herausgegeben wird sie von den Mitgliedern der Medizinischen Universität Wien und der Gesellschaft der Ärzte in Wien. Beteiligt sind  Mitglieder der Medizinischen Universität Graz und der Medizinischen Universität Innsbruck.

## Geschichte
Zu den früheren Schriftleitern der 1888 gegründeten Wochenschrift gehörten unter anderem die Internisten Hans Eppinger junior und Erwin Risak, Vizepräsident der Akademie für ärztliche Fortbildung und Direktor der Allgemeinen Poliklinik Wien.